# Marco Valério Messala (cônsul em 188 a.C.)
Marco Valério Messala (em latim: Marcus Valerius Messalla) foi um político da gente Valéria da República Romana eleito cônsul em 188 a.C. com Caio Lívio Salinador. Marco Valério Messala, cônsul em 161 a.C., era seu filho.

## Segunda Guerra Púnica

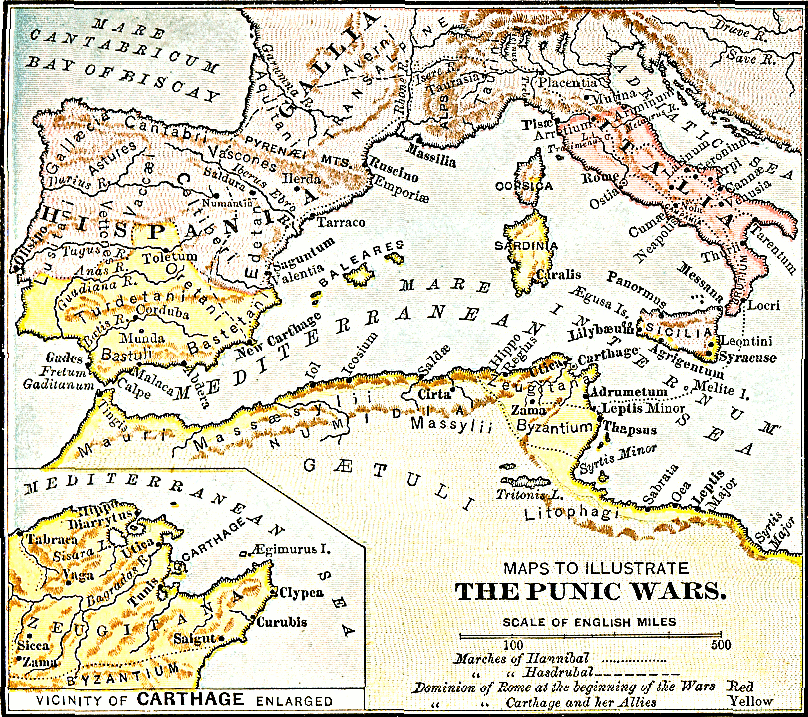
Mapa da Sicília e Cartago na época da Messala.

Messala foi prefeito da frota na Sicília durante a Segunda Guerra Púnica, sob o comando de Marco Valério Levino, que, uma vez de volta a Roma, entregou o comando da província ao pretor Lúcio Cíncio Alimento e enviou Messala, com parte da frota, para a África com o objetivo de espionar os preparativos dos próximos ataques cartagineses. Valério, chegando perto da costa cartaginesa com cinquenta navios, desembarcou no território de Útica, e saqueou toda a região, capturando diversos prisioneiros e amealhando um grande butim. Retornou para Lilibeia, na Sicília, trinta dias depois.
Uma vez chegado ao destino, Messala interrogou os prisioneiros e tomou conhecimento de uma série de informações que rapidamente enviou por escrito para Levino, para que ele ficasse a par da situação na África. A mais importante era que 5 000 númidas, sob o comando de Massinissa, filho do rei Gala, haviam se juntado aos cartagineses. Havia também outros soldados mercenários, recrutados por toda a África, que seriam levados para a Hispânia por ordem de Asdrúbal, que planejava se juntar ao irmão, Aníbal, na Itália com um poderoso exército. Neste plano estavam depositadas as esperanças de vitória dos cartagineses. Os romanos souberam também da construção de uma grande frota pelos cartagineses, cujo objetivo era atacar a Sicília. Messala acreditava que ela zarparia em breve. Quando esta carta foi lida pelo cônsul no Senado, provocou uma comoção muito grande entre os senadores, que deliberaram imediatamente que o cônsul deveria deixar a organização das eleições, uma função que seria realizada por ditador comitiorum habendorum causa a ser nomeado (Quinto Fúlvio Flaco recebeu a função), para retornar imediatamente para sua província.
Em 209 a.C., serviu sob o comando de Levino novamente, que tinha autorização do Senado para realizar um novo raide na África para saquear o território inimigo e para escolher, a seu critério, Lúcio Cíncio Alimento ou Valério Messala.
Foi pretor peregrino em 194 a.C.

## Cônsul (194 a.C.)
Messala foi eleito cônsul em 188 a.C. com Caio Lívio Salinador. Serviu na Ligúria à frente do exército consular e mas não realizou ações de relevo. Como procônsul, continuou na província no ano seguinte.

## Anos finais
Em 181 a.C., foi legado de Lúcio Emílio Paulo Macedônico na Ligúria. Em 174 a.C., foi legado na Macedônia. Em 172 a.C., foi decênviro sacrorum e morreu em 167 a.C. ainda na função.